# Hrabstwo Glascock
Hrabstwo Glascock – hrabstwo leżące w stanie Georgia, w USA. Powstało ono 19 grudnia 1857 roku. Siedziba hrabstwa mieści się w Gibson. Według spisu w 2020 roku liczy 2884 mieszkańców, w tym 87% to białe społeczności nielatynoskie.

## Miejscowości
- Edge Hill
- Gibson
- Mitchell

## Sąsiednie hrabstwa
- Hrabstwo Warren – północ
- Hrabstwo Jefferson – południowy wschód
- Hrabstwo Hancock – północny zachód
- Hrabstwo Washington – południowy zachód

## Polityka
Hrabstwo mocno republikańskie, pośród hrabstw demokratycznych. W wyborach prezydenckich w 2020 roku, 89,6% głosów otrzymał Donald Trump i 9,9% przypadło dla Joe Bidena. 